# B.J. Thomas
B.J. Thomas, właśc. Billy Joe Thomas (ur. 7 sierpnia 1942 w Hugo w stanie Oklahoma, zm. 29 maja 2021 w Arlinton) – amerykański piosenkarz muzyki country oraz pop, gospel/soft rock/easy listening.

## Życiorys
Dorastał w okolicach Houston w Teksasie. Uczęszczał do Lamar Consolidated High School w Rosenbergu.
Karierę rozpoczynał w grupie The Triumphs.
W 1966 B.J. Thomas wraz z The Triumphs nagrał album I'm So Lonesome I Could Cry (Pacemaker Records). Album promował hit (cover piosenki Hanka Williamsa) I'm So Lonesome I Could Cry. W tym samym roku Thomas wydał solowy album o tym samym tytule (Scepter Records).
Thomas osiągnął kolejny sukces w 1968, singlem Hooked on a Feeling. Następnie wydał on kolejną swoją piosenkę Raindrops Keep Fallin' on My Head, która stała się hitem i zajęła 1. miejsce na liście Billboard Hot 100 w styczniu 1970. Raindrops Keep Fallin' on My Head jest najbardziej rozpoznawalną piosenką tego artysty.